# Klášter Tatev
Klášter Tatev (arménsky: Տաթևի վանք) je klášter arménské církve nedaleko obce Tatev v provincii Sjunik na jihu Arménie. Založen byl v 9. století. Klášterní soubor stojí na okraji hluboké rokle vyhloubené řekou Vorotan. Sídlí zde sjuničtí biskupové a jde o hospodářské, politické, duchovní i kulturní centrum celého regionu. V letech 1390 až 1434 v klášteře sídlila jedna z nejvýznamnějších arménských středověkých univerzit, která přispěla k zachování arménské kultury a arménského vyznání během jednoho z nejbouřlivějších období v historii země. Zamezila také šíření vlivu dominikánů v Arménii. Ke kulturnímu oživení místa má pomoci lanovka otevřená roku 2010, nazývaná Křídla Tatevu. Byla zařazena do Guinnessovy knihy rekordů jako „nejdelší dvoukolejná lanovka bez zastávky na světě“. Klášter je podle tradice pojmenován po Eustateovi, žákovi apoštola Judy Tadeáše, který v této oblasti kázal a byl umučen. Opevněný klášter se skládá ze tří kostelů – kostela svatého Pavla a Petra, kostela svatého Řehoře Iluminátora a kostela Svaté Matky Boží – a dále pak knihovny, refektáře, zvonice, mauzolea a dalších administrativních a pomocných budov. Kostel sv. Pavla a Petra je nejstarší, byl postaven v letech 895 až 906. Další kostely byly přistaveny v letech 1087 a 1295. V mauzoleu leží filozof a teolog Řehoř z Tatevu, postaveno bylo roku 1787.

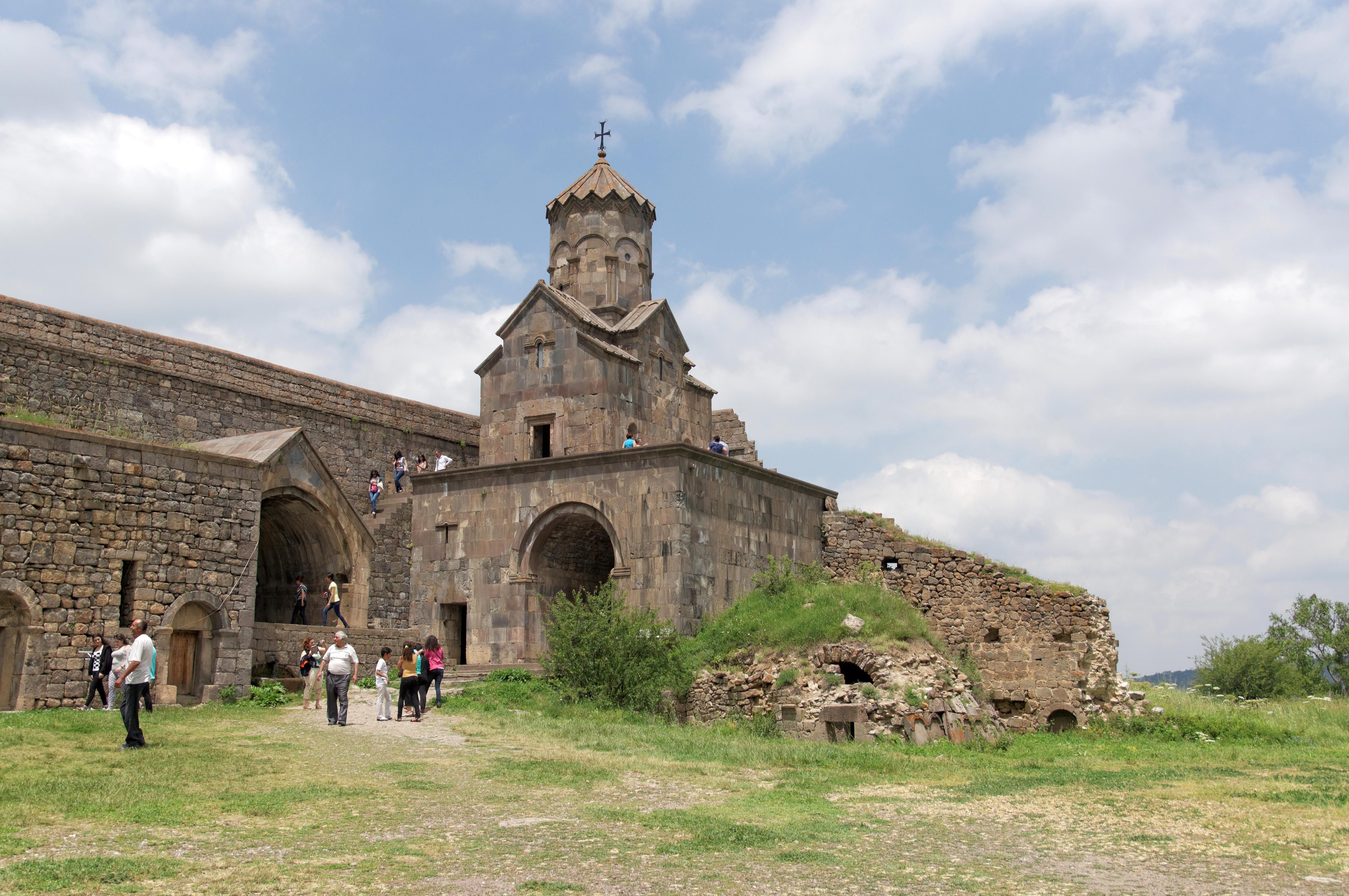
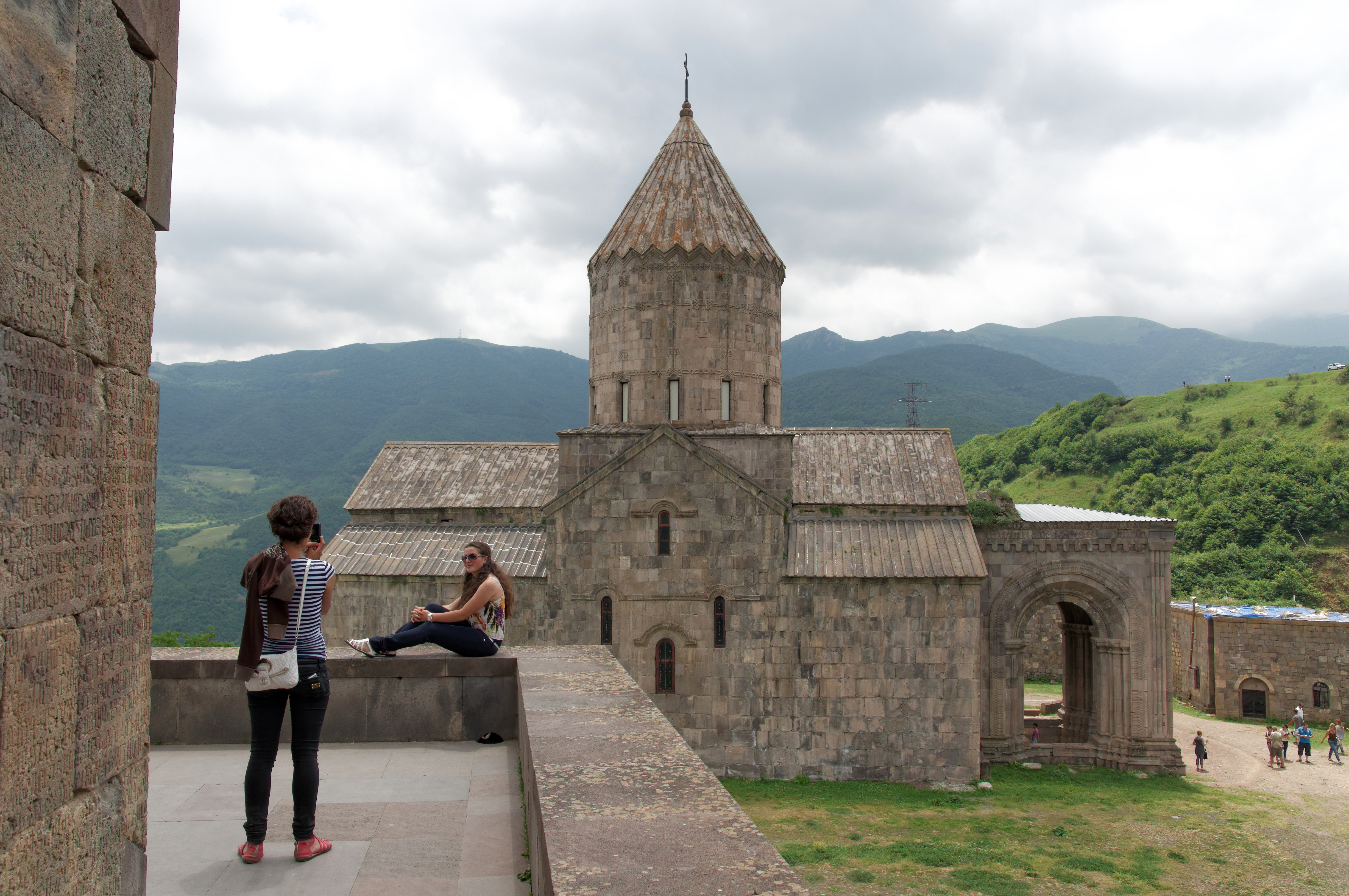
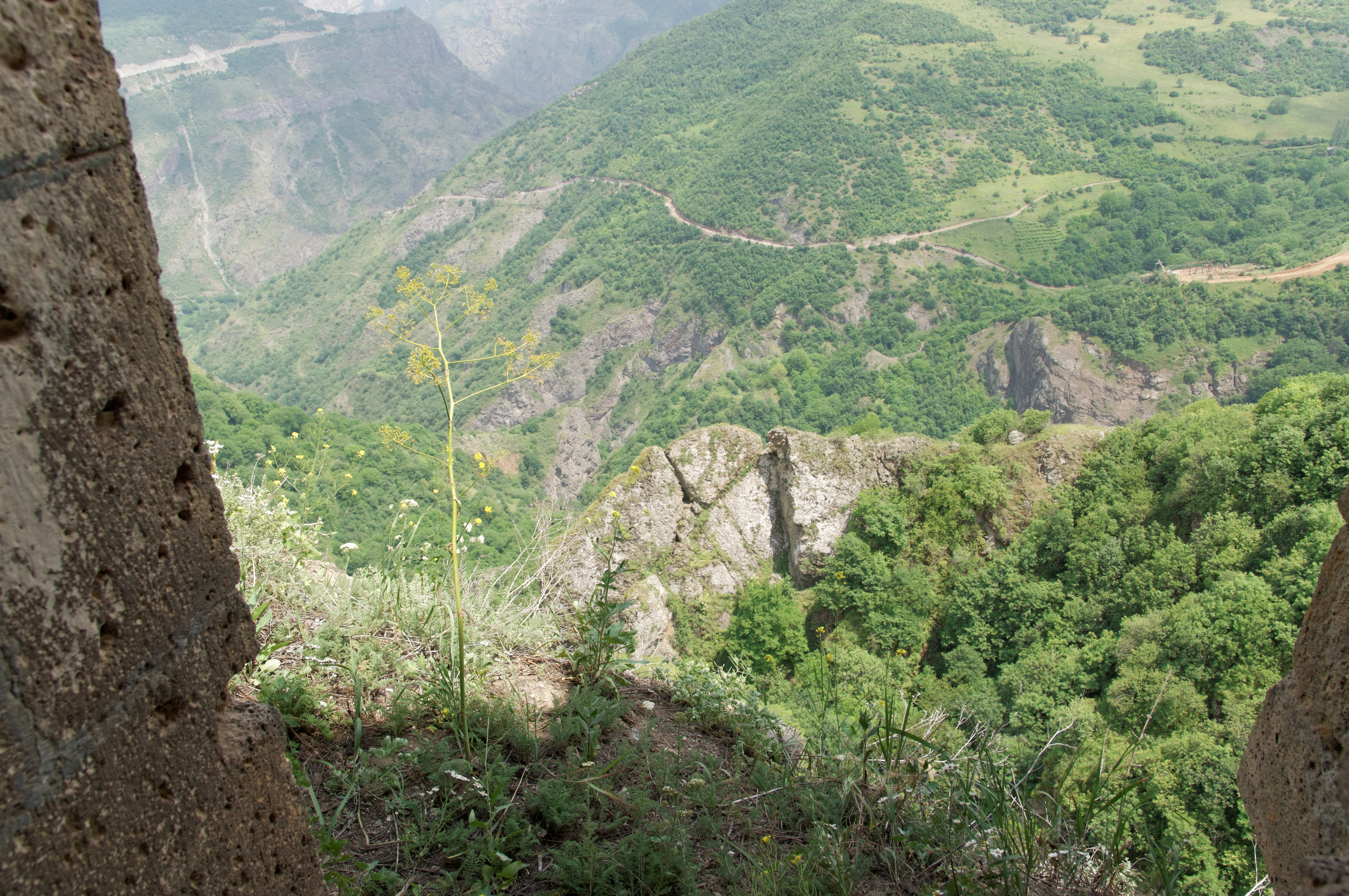
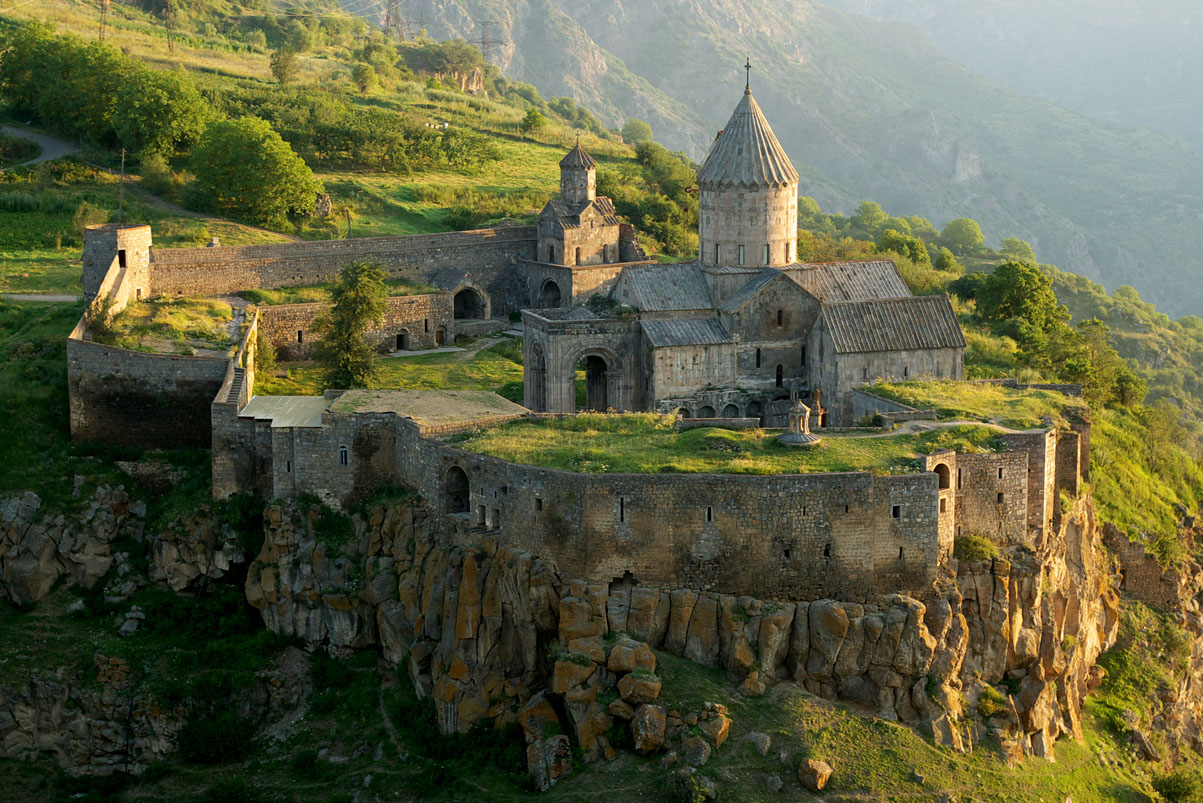

## Dějiny
V 11. století zde žilo 1000 mnichů a velké množství řemeslníků, což odpovídá středověkému městu. V té době také klášter vlastnil rozsáhlé pozemky a velké množství vesnic. Bohatství kláštera bylo tak veliké, že koketoval s možností odtrhnout se od stolce ve Vagharšapatu. Poddaní několikrát povstali, historici spekulují zda jen z příčin sociálních, nebo povstání indikovala i rozvoj tondracké hereze. Klášter utrpěl značné škody během seldžuckých invazí ve 12. století a zemětřesení v roce 1136. V roce 1170 seldžučtí Turci klášter vyplenili a spálili asi 10 000 rukopisů. Klášter byl znovu vystavěn díky úsilí biskupa Stepanose koncem 13. století. Se založením univerzity ve 14. století se Tatev stal hlavním centrem arménské kultury. Během Temerlánova vpádu (1381–1387) byl Tatev vypleněn a vypálen. Přišel také o většinu svého feudálního panství. Další ránu dostal během Šáh Ruchovy invaze v roce 1434, po níž definitivně zanikla univerzita. Klášter znovu povstal z popela v 17. a 18. století. Znovu byl ale vypleněn během perského vpádu v roce 1796. Klášter byl vážně poškozen i po zemětřesení v roce 1931. V roce 2008 založil podnikatel Ruben Vardanjan nadaci Tatev Revival, jejímž cílem je obnova Tatevského kláštera, vytvoření infrastruktury kolem něj a oživení cestovního ruchu. Spuštění lanovky v roce 2010 bylo prvním úspěchem tohoto projektu. Ve městě Goris bylo po spuštění programu otevřeno více než 50 hotelů a penzionů. Od léta 2016 vstupují návštěvníci do areálu kláštera Tatev obnoveným severním vchodem.